# Лисівська сільська рада (Гадяцький район)
Лисівська сільська рада — колишній орган місцевого самоврядування у Гадяцькому районі Полтавської області з центром у селі Лисівка.

## Населені пункти
Сільраді були підпорядковані населені пункти:
- c. Лисівка
- с. Глибоке
- с. Кругле Озеро
- с. Мала Обухівка
- с. Млини
- с. Перевіз
- с. Солдатове